# Шлях знищення
Шлях знищення (Path of Destruction) — фільм 2005 року, створений для «Sci-Fi Channel». Режисер Стівен Ферст; автор сценарію Чейз Паркер.

## Про фільм
Невдалий експеримент з нанотехнологіями призводить до потужного смертоносного вибуху. Генеральному директору компанії вдається уникнути звинувачень, підставивши молоду репортерку Катерін.
У репортерки є єдиний збережений доказ, необхідний для шляху до правди. Весь цей час небезпечні наночастинки, які прроникли від вибуху в стратосферу, загрожують знищити сусідні міста з руйнівними погодними умовами.
Серед хаосу штормів, утікаючи від влади, Катерін має — за допомогою молодого вченого — отримати докази, поки не пізно — і смертоносна катастрофа зупиниться у всьому світі.

## Знімались
| Актор                 | Роль      |
| --------------------- | --------- |
| Даніка Маккеллар      | Катерін   |
| Кіт Девід             | Рой       |
| Кріс Пратт            | Нейтан    |
| Стівен Ферст          | Террі     |
| Френклін Денніс Джонс | Міллер    |
| Річард Вортон         | Ван Овен  |
| Рей Бейкер            |           |
| Майкл Корі Девіс      | Ерік      |
| Гріфф Ферст           | Крігер    |
| Атанас Сребрев        | Парцелл   |
| Райчо Васілев         | охоронець |
| Юліан Вергов          | лаборант  |